# Shelby se vrací
Shelby se vrací (v anglickém originále I Am Unicorn) je druhá epizoda třetí série amerického muzikálového televizního seriálu Glee a v celkovém pořadí čtyřicátá šestá epizoda. Epizodu napsal jeden z tvůrců seriálu, Ryan Murphy, režíroval ji další z tvůrců, Brad Falchuk a poprvé se vysílala ve Spojených státech dne 27. září 2011 na televizním kanálu Fox. Epizoda obsahuje návrat Shelby Corcoran (Idina Menzel), která bude vést konkurenční sbor na střední škole Williama McKinleyho, zatímco stávající sbor New Directions má potíže s nabíráním nových členů. Shelby také chce, aby Quinn (Dianna Agron) a Puck (Mark Salling), biologičtí rodiče její adoptované dcery Beth, byli částí Bethina života. Vedoucí New Directions, Will Schuester (Matthew Morrison) zřizuje náhradní hodiny tance pro méně schopné tanečníky ve sboru. Také začínají konkurzy pro školní uvedení muzikálu West Side Story.
Epizoda získala většinou pozitivní recenze, které se pohybovaly v hodnocení od "v pořádku" až po "skvělá" a kritici schválili vzkříšení zanedbaných dějů z první série seriálu. Jednou z nich byla adopce Beth a kritici byli zvláště potěšeni ve scéně, kdy se s ní Puck setkává, ale objevilo se také pohrdání vzhledem k návratu Shelby, když začala nový konkurenční sbor na stejné škole. V této epizodě se objevily pouze tři hudební vystoupení, ačkoliv se všechny tři shledaly s pozitivními ohlasy a většině se nejvíce líbilo Blainovo vystoupení s písní "Something's Coming" z muzikálu West Side Story, které zaznělo na konci epizody. Všechny tři písně byly vydány jako singly, jsou dostupné ke stažení a "Somewhere", který jako duet zpívaly Idina Menzel a Lea Michele, se umístil v žebříčku Billboard Hot 100. Neumístil se však v žebříčku Canadian Hot 100. V původním vysílání epizodu sledovalo celkem 8,60 milionů amerických diváků a získala 3,7/10 Nielsenova ratingu/podílu na trhu ve věkové skupině od osmnácti do čtyřiceti devíti let. Celková sledovanost epizody a ratingy byly mennší v porovnání s předchozí epizodou seriálu a první epizodou třetí série, s názvem Projekt „Fialové piano“.

## Děj epizody
Vedoucí sboru Will Schuester (Matthew Morrison) zřizuje taneční kroužek, aby zlepšil taneční schopnosti členů New Directions, přesněji Finna (Cory Monteith), Mercedes (Amber Riley), Pucka (Mark Salling), Kurta (Chris Colfer) a Blaina (Darren Criss). Najímá Mika Changa (Harry Shum mladší), aby je učil a řídil. Je příliš zaneprázdněný pro režii nadcházejícího školního uvedení muzikálu West Side Story, a tak se režie ujmou školní poradkyně Emma Pillsbury (Jayma Mays), fotbalová trenérka Shannon Beiste (Dot-Marie Jones) a člen New Directions, Artie Abrams (Kevin McHale).
Rachel (Lea Michele) a Kurt jsou na konkurz na hlavní role Marii a Tonyho. Rachel na konkurzu zpívá "Somewhere" z West Side Story a Kurt vystoupí s písní "I'm the Greatest Star" z muzikálu Funny Girl. Kurt později tajně poslouchá poradu režiséru a slyší jejich obavy, zda je pro roli Tonyho dostatečně mužný. Rozhodne se jít znovu na konkurz a pokusí se dát do svého výkonu více možnosti, ale oni nejsou při jeho výkonu schopni potlačit smích. Kurt se také uchází o kandidaturu na třídního prezidenta a přijímá pomoc při kampani od Brittany (Heather Morris), která chce zvýraznit jeho jedinečný charakter tím, že ho přirovná k jednorožci. Kurt navrhuje, aby se jeho materiály ke kampani netýkaly jen jeho gay povahové stránky a je naštvaný, když Brittany proti jeho vůli zveřejní tyto materiály. Diskutuje o problémech ohledně jeho image se svým otcem Burtem (Mike O'Malley), který mu doporučuje, aby přijal svou jedinečnost. Kurt poté změní názor ohledně svého přístupu ke kampani a jde se omluvit Brittany, ale je velmi překvapen, když zjistí, že ona se také rozhodla kandidovat na post prezidenta třídy.
Shelby Corcoran (Idina Menzel)—Rachelina biologická matka, adoptivní matka Quinniny (Dianna Agron) a Puckovy (Mark Salling) dcery Beth a bývalá vedoucí rivalského sboru Vocal Adrenaline—přijíždí na McKinleyovu střední, aby zde učila druhý sbor, který financuje bohatý a milující otec studentky Sugar Motty (Vanessa Lengies). Shelby se obrací na Rachel, Pucka a Quinn. Dovolí Puckovi vidět se s Beth, ale odmítá Quinnino přání učinit taktéž, kvůli Quinninému špatnému přístupu, vzhledu a chování. Trenérka roztleskávaček Sue Sylvester (Jane Lynch), která kandiduje do Kongresu, přesvědčí Quinn, aby se objevila ve videu proti výuce umění na školách, které by podporovalo její kampaň. Ve videu Quinn konfrontuje Willa a obviňuje ho ze své proměny ve špatnou dívku, ale Will si to nenechá líbit, pokárá ji a připomene, jak ji v minulosti sbor a jeho všichni členové podporovali a řekne ji, aby už konečně vyrostla. Poté, co Quinn uvidí obrázek šťastné Beth a Pucka, zhroutí se. Vrátí se ke svému normálnímu vzhledu a Will a New Directions ji přivítají zpět ve sboru. Puck řekne Quinn, že e na ni pyšný, ale Quinn prozrazuje, že to pouze předstírá, aby získala Beth z péče Shelby a má v úmyslu požádat pro o plné opatrovnictví Beth.
Blaine se snaží vyhnout konfliktu s Kurtem a tak se na konkurzu na West Side Story přihlašuje na vedlejší roli. Zpívá píseň "Something's Coming", jednu z Tonyho písní z muzikálu. Režiséři jsou nadšeni z jeho výkonu a zeptají se ho, zda by měl místo toho zájem o roli Tonyho. Kurt, který celý Blainův konkurz seshora tajně sledoval, tiše odchází ze sálu.

## Seznam písní
- Somewhere
- "I'm the Greatest Star"
- "Something's Coming"

## Hrají

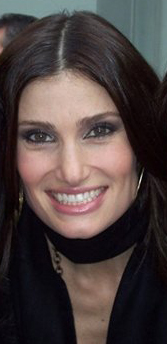
Idina Menzel se do seriálu opět vrací v roli Shelby Corcoran

| Dianna Agron      | Quinn Fabray          |
| Chris Colfer      | Kurt Hummel           |
| Darren Criss      | Blaine Anderson       |
| Jane Lynch        | Sue Sylvester         |
| Jayma Mays        | Emma Pillsburry       |
| Kevin McHale      | Artie Abrams          |
| Lea Michele       | Rachel Berry          |
| Cory Monteith     | Finn Hudson           |
| Heather Morris    | Brittany Pierce       |
| Matthew Morrison  | William Schuester     |
| Amber Riley       | Mercedes Jones        |
| Naya Rivera       | Santana Lopez         |
| Mark Salling      | Noah „Puck“ Puckerman |
| Harry Shum mladší | Mike Chang            |
| Jenna Ushkowitz   | Tina Cohen-Chang      |

## Natáčení
Epizodu napsal tvůrce seriálu Ryan Murphy, režíroval ji další tvůrce seriálu Brad Falchuk a natočila se za pět dní, od 22. srpna do 26. srpna 2011. Broadwayská hvězda Idina Menzel se do seriálu vrací poprvé od finále první série s názvem Cesta, když její postava Shelby Corcoran adoptovala Quinninu novorozenou dceru se jménem Beth. Dne 15. července 2011 bylo ohlášeno, že by se Menzel mohla vrátit do třetí série Glee "na větší počet epizod, který byl mohl být deset až dvanáct epizod". Jeden z tvůrců seriálu, Ryan Murphy, byl citován, když řekl: "Jsem velice nadšený [...] že Idina se opět přidává k rodině. Minulý rok nám chyběla a jsme velice šťastní, že se vrací." Článek také obsahoval informaci, že její postava Shelby se "vrátí z New Yorku, aby se přidala k střední škole Williama McKinleyho jako nová učitelka". Sama Menzel řekla, že kdyby "se vrátila do celé série, byla by velice nadšená". V epizodě se také objevila Shelbyina adoptovaná dcera: Menzel na sociální síti Twitter napsala, že "natáčela scénu s miminky". Kresbu "Prasečího klauna", kterou Puck přináší pro Beth, ve skutečnosti nakreslili tvůrce seriálu Brad Falchuk a představitelka Quinn, Dianna Agron.
Mezi vedlejší role, které se objevily v epizodě, patří ředitel Figgins (Iqbal Theba), trenérka fotbalu Shannon Beiste (Dot Jones), roztleskávačka Becky Jackson (Lauren Potter), studentka Sugar Motta (Vanessa Lengies) a Idina Menzel jako Shelby Corcoran. V epizodě se také jako hostující hvězda objeví Mike O'Malley, který hraje Burta Hummela a ve druhé sérii patřil mezi hlavní postavy, ale na tiskové konferenci pro tuto epizodu byl již označen za hostující hvězdu.
Z této epizody byly vydány tři singly: "I'm the Greatest Star" z muzikálu Funny Girl, kterou zpíval Chris Colfer jako Kurt Hummel a cover verze písní "Something's Coming" a "Somewhere" z muzikálu West Side Story. Skladbu "Something's Coming" zpíval Darren Criss v roli Blaina Andersona a "Somewhere" zpívaly jako duet Idina Menzel a Lea Michele jako Shelby Corcoran a Rachel Berry.